# نیروی هوایی اروگوئه
نیروی هوایی اروگوئه (اسپانیایی: Fuerza Aérea Uruguaya‎) نیروی هوایی زیرمجموعه نیروهای مسلح اروگوئه است، که فعالیت خود را از سال ۱۹۳۵ آغاز کرد.

## هواگردها

### ناوگان فعلی

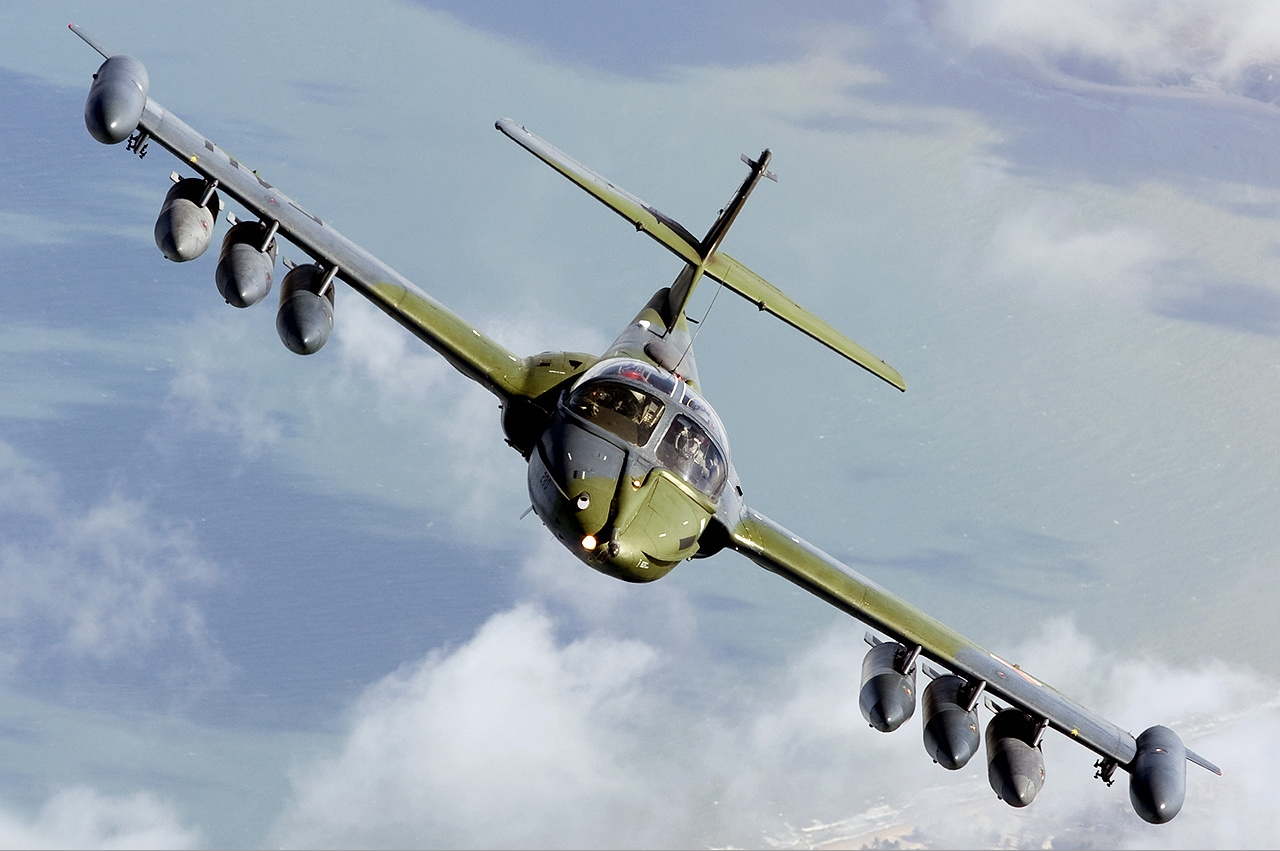
یک ای-۳۷ نیروی هوایی اروگوئه در حال پرواز

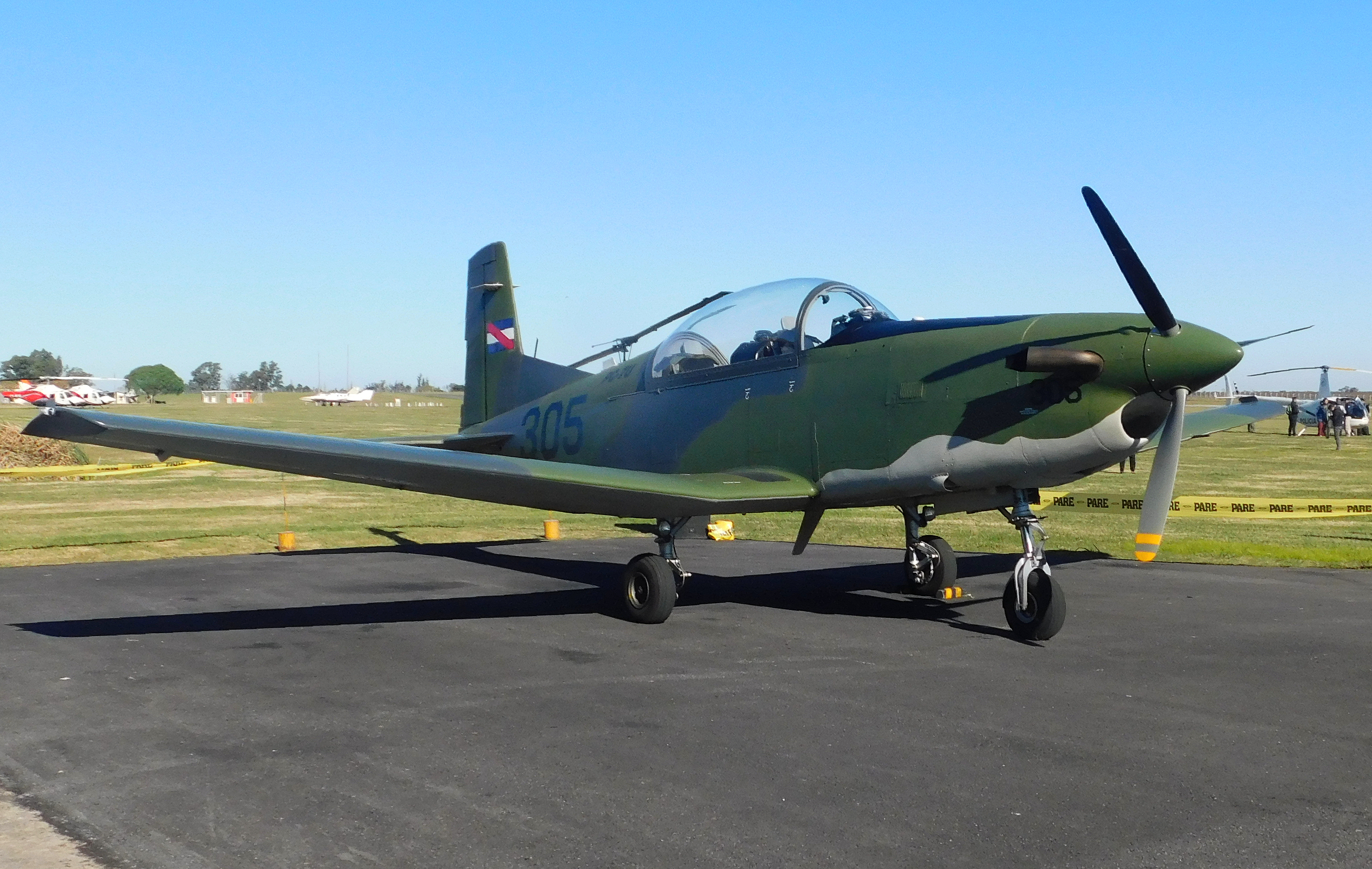
یک فروند هواپیمای آموزشی پی‌سی-۷ نیروی هوایی اروگوئه

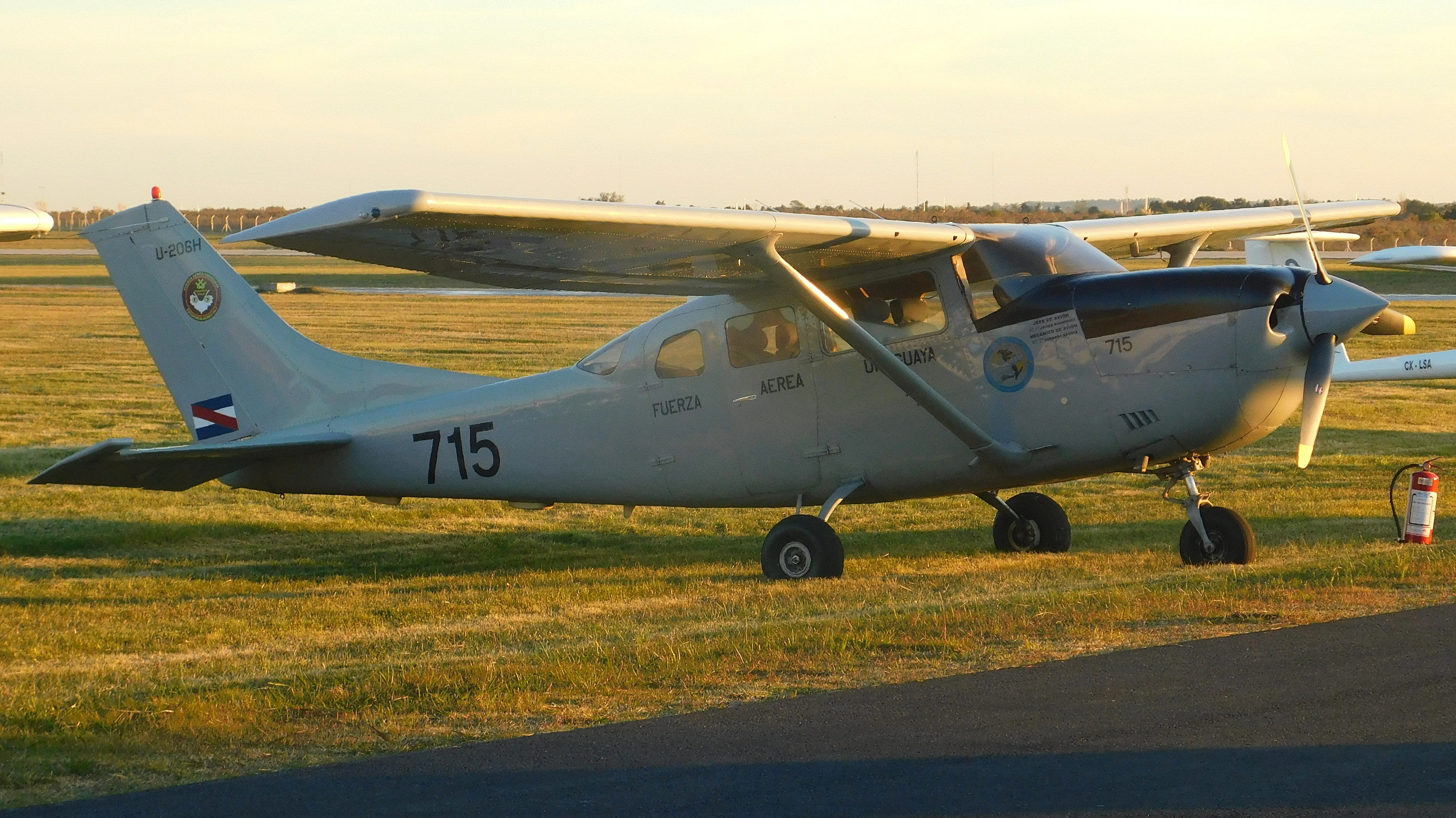
Uruguayan Air Force Cessna U-206H Stationair

| هواگرد                         | مبدا ساخت           | ماموریت                | گونه         | تعداد در حال خدمت | توضیحات                                         |             |
| هواگرد جنگی                    | هواگرد جنگی         | هواگرد جنگی            | هواگرد جنگی  | هواگرد جنگی       | هواگرد جنگی                                     | هواگرد جنگی |
| ------------------------------ | ------------------- | ---------------------- | ------------ | ----------------- | ----------------------------------------------- | ----------- |
| امبرائر ئی‌ام‌بی ۳۱۴ سوپر توکانو | برزیل               | تهاجمی                 |              |                   | ۱۱ سفارش داده شده است                           |             |
| ترابری                         |                     |                        |              |                   |                                                 |             |
| لاکهید مارتین کی‌سی-۱۳۰         | ایالات متحده آمریکا | ترابری                 | کی‌سی-۱۳۰ اچ  | ۲                 | سابقا توسط اسپانیا مورد استفاده قرار می‌گرفتند   |             |
| کاسا سی-۲۱۲                    | اسپانیا             | ترابری                 | ۲۰۰/۳۰۰      | ۵                 | ۴ فروند به گشت دریایی احتصاص داده شده‌اند        |             |
| بیچ‌کرفت بارون                  | ایالات متحده آمریکا | چندمنظوره              | ۵۵/۵۸        | ۱ / ۲             |                                                 |             |
| سسنا ۲۰۶                       | ایالات متحده آمریکا | ترابری سبک             | یو-۲۰۶ اچ    | ۶                 |                                                 |             |
| امبرائر ئی‌ام‌بی ۱۲۰             | برزیل               | چندمنطوره/وی‌آی‌پی       |              | ۱                 | هواپیمای اختصاصی رئیس‌جمهور                      |             |
| امبرائر ئی‌ام‌بی ۱۱۰             | برزیل               | ترابری/چندمنظوره       |              | ۱                 | یک فروند برای ماموریت‌های شناسایی به کار می‌رود   |             |
| بالگردها                       |                     |                        |              |                   |                                                 |             |
| بل ۲۱۲                         | ایالات متحده آمریکا | چندمنظوره              |              | ۴                 |                                                 |             |
| بل یواچ-۱                      | ایالات متحده آمریکا | چندمنظوره              | بل یواچ-۱ اچ | ۳                 |                                                 |             |
| یوروکوپتر ای‌اس۳۶۵              | فرانسه              | امداد و نجات/چندمنظوره |              | ۲                 | همچنین برای پروازهای ریاست جمهوری به کار می‌روند |             |
| آموزشی                         |                     |                        |              |                   |                                                 |             |
| پیلاتوس پی‌سی-۷                 | سوئیس               | آموزشی                 |              | ۵                 |                                                 |             |
| اس‌اف.۲۰۶                       | ایتالیا             | آموزشی                 |              | ۱۰                |                                                 |             |